# كلية الآداب (جامعة طنطا)
كلية الآداب (جامعة طنطا) هي إحدى كليات جامعة طنطا، أنشئت بالقراررقم 809 لسنة 1975 للدراسة في مجال دراسات العلوم الإنسانية. وقد استقبلت الكلية أول فوج من طلابها في العام الجامعي 1975/ 1976م، ثم أخذت الكلية تنمو وتتسع سنة بعد أخرى بشكل ملحوظ، ظهر التوسع في إنشاء أقسام جديدة وزيادة أعداد المقبولين بها من الطلاب وقد صاحب هذا النمو تطور ملموس في المجالات العلمية حيث ازدادت وتنوعت مجالات التخصص. وقد تم افتتاح المبنى الجديد للكلية، وأصبحت جاهزة للدراسة في العام الجامعي 2004/2005.

## أقسام الكلية
يوجد في الكلية عدة أقسام هي:
- قسم الآثار
- قسم الإعلام
- قسم وثائق ومكتبات
- قسم علم نفس
- قسم الاجتماع موجه
- قسم الفلسفة
- قسم التاريخ
- قسم الجغرافيا
- قسم اللغة الإنجليزية
- قسم اللغة الفرنسية
- قسم اللغة العربية
- قسم تقنية المعلومات والمكتبات
- قسم علم النفس الاكلينيكي